# (10067) Bertuch
(10067) Bertuch ist ein Asteroid des Hauptgürtels, der am 11. Januar 1989 vom deutschen Astronomen Freimut Börngen an der Thüringer Landessternwarte Tautenburg (IAU-Code 033) im Tautenburger Wald in Thüringen entdeckt wurde.
Der Asteroid wurde am 28. Juli 1999 nach dem deutschen Verleger und Mäzen Friedrich Justin Bertuch (1747–1822) benannt, der Don Quichotte ins Deutsche übersetzte und 1774 selbst verlegte sowie die Fürstliche freie Zeichenschule Weimar initiierte. Das ab 1786 durch ihn herausgegebene Journal des Luxus und der Moden gilt als die erste Illustrierte Europas.